# Panik

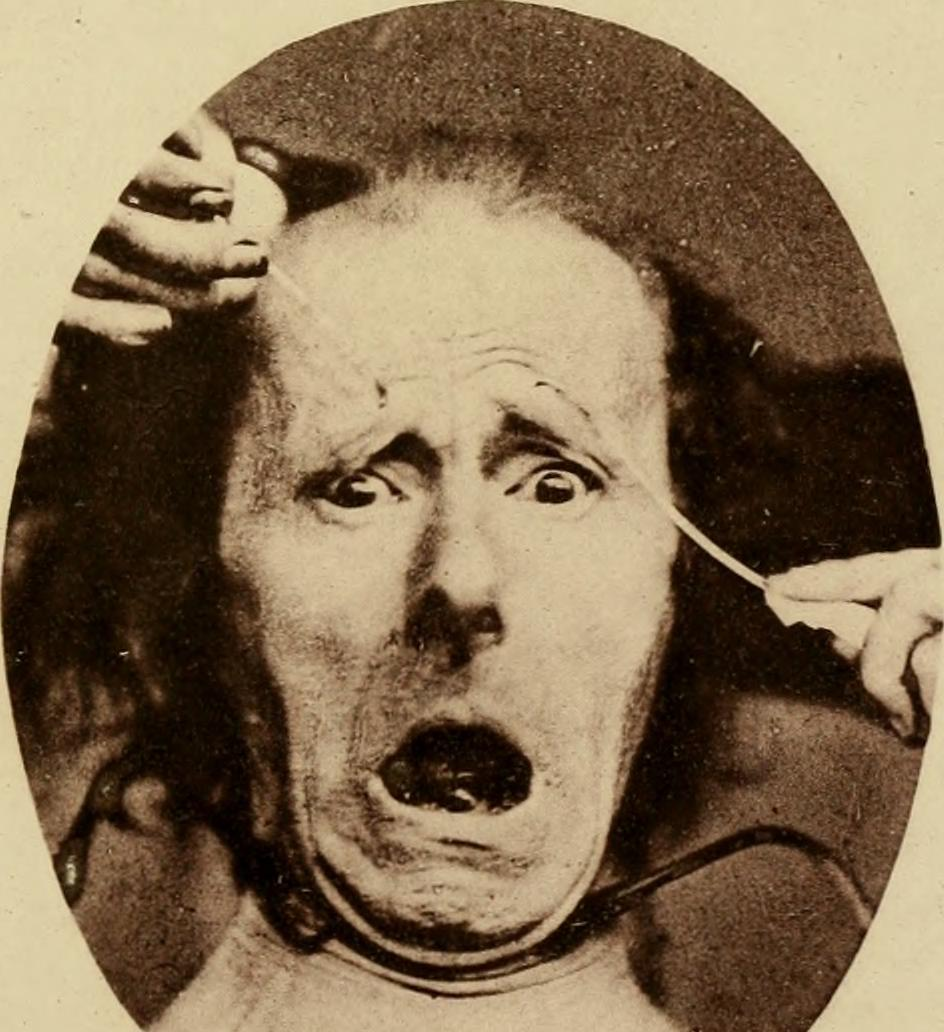
Abbildung in Charles Darwins Der Ausdruck der Gemütsbewegungen bei dem Menschen und den Tieren

Panik ist ein Zustand intensiver Angst vor einer tatsächlichen oder angenommenen Bedrohung. Sie ist eine starke Stressreaktion des Organismus auf eine oft unerwartete und erschreckende Situation und geht einher mit vielfältigen vegetativen, körperlichen und psychischen Symptomen. Dabei kann es unter Umständen zu einer Einschränkung der höheren menschlichen Fähigkeiten kommen.
Das Wort Panik (altgriechisch πανικός panikós) ist vom griechischen Hirtengott Pan (Πάν) abgeleitet, von dem die Sage ging, dass er in der größten Mittagsstille durch einen lauten Schrei auf einmal ganze Herden zu plötzlicher und anscheinend sinnloser Massenflucht aufjagen könne („panischer Schrecken“, altgriechisch πανικόν δεῖμα panikón deima – siehe auch: Stampede).

## Situationsbezogene Panik
Panik kann in verschiedenen alltäglichen Zusammenhängen auftreten. Oft ist ein grauenvolles Ereignis der Auslöser; bisweilen besteht aber auch kein rationales Verhältnis zwischen dem Ausmaß der Panik und der tatsächlichen Gefahr.

### Individuelle Panik
In bedrohlichen Situationen kann ein Mensch je nach seinen Persönlichkeitseigenschaften, dem jeweiligen sozialen Kontext und dem subjektiv empfundenen Gefährdungsgrad sehr unterschiedlich reagieren. Die Leistungsfähigkeit des Gehirns ist dabei im Bereich mittlerer Aktivierung am größten, und es erfolgt zweckmäßiges und zielgerichtetes Handeln. Mit wachsendem Belastungsgrad können das Verhaltensspektrum des Menschen eingeschränkt und die Angst zunehmend zum handlungsleitenden Motiv werden. Bei zunehmender Angst ist es möglich, dass die Reaktionen des Menschen nicht-rational und nicht-sozial werden. Es kann beispielsweise zu einer lähmenden Starre bzw. einem kopflosen Fluchtverhalten kommen. Dieses unvernünftige und unzweckmäßige Verhalten wird als Panikverhalten bezeichnet. Empirische Untersuchungen (Herbst 1996) haben jedoch gezeigt, dass selbst bei Lebensgefahr nur ein geringer Anteil der betroffenen Menschen in diesem Sinne panisch reagiert.
Viele Panikforscher stimmen darin überein, dass der Begriff Panik insbesondere in den Medien oft ungerechtfertigt und eher aus Gründen einer dramatisierenden Darstellung verwendet wird. In Wirklichkeit handele es sich bei dem sogenannten Panikverhalten oft um eine nachvollziehbare Reaktion auf eine extreme Belastungssituation, die einem unbeteiligten und außenstehenden Betrachter lediglich unlogisch und unerwartet erscheint.
Die Psychologie versteht Panik unter anderem als psychisches und physisches Ausdrucksmittel des Individuums, um andere Menschen auf die eigene lebensbedrohliche Situation aufmerksam zu machen und dadurch deren Hilfe zu aktivieren. Panksepp (1999) unterscheidet aufgrund von Ergebnissen aus der Tierforschung zwischen einem Panik-System und einem Furcht-System. Weitere Ergebnisse aus der Bindungs- und Säuglingsforschung legen nahe, dass auch bei Menschen ähnlich den Tieren in einer Gefahrensituation derartige Systeme aktiviert werden. Ein auf die Gefahr fokussiertes Kampf- oder Fluchtverhalten erfolgt, wenn das Furcht-System aktiviert wird, welches mit dem Sympathikus assoziiert ist. Das Panik-System ist indes mit dem Parasympathikus assoziiert und führt zu Distress Vocalisations (Weinen oder Schreien) oder einer Freeze-Reaktion (muskuläres Erstarren bei hochgradiger vegetativer Erregtheit). Eine weitere Reaktion, die über die Freeze-Reaktion des Panik-Systems hinausgeht und offenbar nur beim Menschen vorkommt, ist die Dissoziation (Unterbrechung der integrativen Funktionen des Bewusstseins oder des Gedächtnisses). Das Panik-System wird vor allem dann aktiviert, wenn Flucht unmöglich und Kampf aussichtslos erscheinen.

### Kollektive Panik

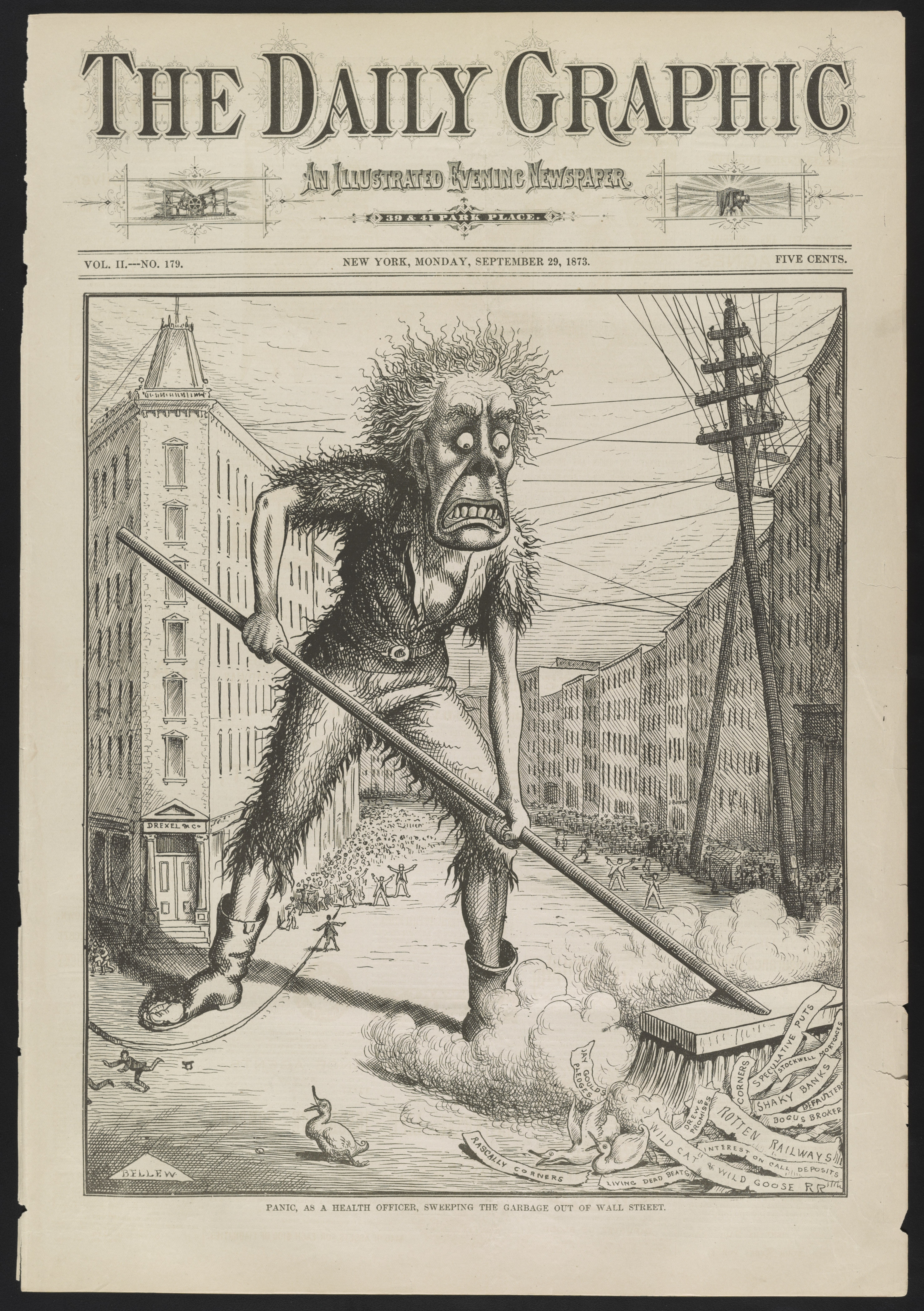
Panik als riesiger Straßenkehrer in der Wall Street beim Bankrun während des Gründerkrachs, Karikatur von Frank Bellew für die Titelseite der Zeitung The Daily Graphic, 1873

In eng stehenden Gruppen können Menschen ihre gegenseitigen Handlungen beobachten, auf diese reagieren und dadurch miteinander kommunizieren. Dies hat die von Gustave Le Bon begründete Massenpsychologie zu der Vermutung geführt, dass es aufgrund dieser Interaktion zur Ausbildung einer Massenseele komme. Der Einzelne ist nach Annahme der Massenpsychologie von Le Bon dabei der Masse unterworfen, was zu einem Verlust des Verantwortungsgefühls sowie zu einer Zunahme von normverletzenden und irrationalen Verhaltensweisen führt. Dies legt die Vermutung nahe, dass sich die Masse in einer Gefahrensituation mit der Angst einzelner panischer Menschen anstecken könnte und die verängstigten Menschen ihre Panik zusätzlich gegenseitig verstärken. Weiterhin ist die Masse aufgrund der massenpsychologischen Effekte bezüglich des Fluchtimpulses miteinander verbunden. Allein aufgrund einer Panikansteckung drängt eine ganze Menschenmasse plötzlich und kollektiv zu den Ausgängen. Dies wird als Massenpanik bezeichnet.
Massenpaniken sind besonders gefährlich, wenn beispielsweise bei Feuer in einem geschlossenen Raum viele Menschen gleichzeitig ihre Selbstkontrolle verlieren. Im übermächtigen Fluchtreflex werden dann oft Schwächere blindlings umgerannt und niedergetrampelt. Türen werden durch Menschenknäuel verstopft, weil der Drang hinaus ein effektiveres Nacheinander verhindert. In solchen verstopfungsgefährdeten Ausgängen werden zur Steigerung der Sicherheit häufig sogenannte Wellenbrecher eingesetzt. Das Konzept der Massenpanik als ein Hauptproblem bei Katastrophen ist allerdings wissenschaftlich umstritten.

### Panik in spezifischen Situationen

#### Beispiel Tauchen
Beim Tauchen kann Panik ausgelöst werden, wenn die bei Nacht oder bei trübem Wasser ungewohnt geringe Sichtweite unter die individuelle Fluchtdistanz sinkt. Auch Probleme mit der Versorgung mit Atemgas sind mögliche Auslöser. Der stärkste von der Panik unter Wasser ausgelöste Impuls ist der Drang zum unkontrollierten Auftauchen. Das unkontrollierte, schnelle Auftauchen muss aber unter allen Umständen verhindert werden, da sonst lebensgefährliche Unfälle drohen, zum Beispiel eine Dekompressionskrankheit. Eine gewissenhafte Ausbildung und das häufige Trainieren von Notfallmaßnahmen können ein Aufkommen von Panik im Allgemeinen verhindern. Dem Buddy kommt ebenfalls eine sehr wichtige Rolle zu: Das Vertrauen in die Fähigkeiten des Buddys verstärkt die Selbstsicherheit, und im Notfall kann das umsichtige und schnelle Handeln des Partners Leben retten.

#### Beispiel Sportfliegen
Wenig geübte Motorflieger geraten bisweilen in Panik, wenn eine ungewohnte Situation beim Fliegen eintritt. Diese kann durch das Schütteln des Fluggeräts beim Durchqueren einer Wetterfront, aber auch durch eine plötzliche Veränderung oder gar einen technischen Ausfall der Instrumentenanzeigen ausgelöst werden. Am häufigsten ereignet sich Panik im Flug jedoch bei Orientierungsverlust, etwa bei einer Sichtbeeinträchtigung. In manchen Schulflugzeugen ist zur Einstellung der Flugschüler auf diese Situation im Cockpit ein (nicht funktionierender) verspottender Panic button (Panikknopf) angebracht. Warwitz beschreibt und kommentiert den Albtraumflug eines Drachenflugschülers, der von Panik zu Panik taumelt: Zuerst fürchtet er den Strömungsabriss bei einer Windböe, dann die Saugkraft einer Wolke und schließlich das Nichtfinden des Landeplatzes.

## Panik als Krankheitssymptom
Panik und panikartige Zustände mit Krankheitswert kommen als Symptom bei zahlreichen organischen und psychischen Erkrankungen vor. Paniksymptome sind zudem das Leitsymptom der Panikstörung. Eine Panikattacke ist definiert als plötzlicher Anfall mit einem extremen Angstgefühl, welcher ohne spezifischen Anlass aus völligem Wohlbefinden stattfindet. Der Betroffene entwickelt eine subjektiv erlebte dramatische körperliche Symptomatik (z. B. Herzrasen, Schwindel, Schwitzen, Schwächegefühl, Atemnot etc.). Die Symptomatik kann von Betroffenem zu Betroffenem variieren. In der Regel steigen die Symptome in den ersten Minuten sehr schnell an und lassen nach etwa 10 bis 30 Minuten nach. Nur in seltenen Fällen halten die Symptome länger an.
Die Symptomatik hat oftmals starken Einfluss auf den Lebensalltag. Viele Betroffene versuchen, bestimmte Situationen zu vermeiden, in denen sie die Ursache der Panikattacke vermuten. Auch zur sogenannten Platzangst (Agoraphobie) kann es infolgedessen kommen. Rückzug und Isolation sind daher häufige Folgen. Eine Panikstörung bezeichnet das wiederholte Auftreten von Panikattacken. Die Angst vor dem nächsten Anfall kann durch den damit einhergehenden Stress und die Anspannung zur Wiederholung beitragen.

## Umgang mit Panik
In einer Paniksituation verliert der Akteur die Selbstbeherrschung und damit die Beherrschung einer Situation, was bei einer akuten realen Gefährdung höchst bedrohlich werden kann. Die Vermeidung einer solchen Lage lässt sich – ausgehend vom Betroffenen – nur durch eine psychische Stabilisierung auf der Basis einer gefestigten Selbstsicherheit erreichen. Diese muss auf dem Bewusstsein eigenen Könnens und dem immer wieder bewiesenen erfolgreichen Risikomanagement in simulierten Situationen aufbauen. Beim Fliegen und anderen wagnishaltigen Handlungen müssen mögliche Krisensituationen regelmäßig unter Anleitung eines sachkundigen Lehrers durchgespielt werden. Die Methode der graduellen Annäherung an gefahrenträchtige Ereignisse und das Sammeln entsprechender Notfallerfahrungen gehört zur normalen Ausbildung in Wagnissportarten. Zudem muss vermieden werden, sich bereits gestresst in eine stresshaltige Gefahrenlage zu begeben.
Ist eine Paniksituation dennoch eingetreten, kann es hilfreich sein, die körperlichen Symptome bewusst zu registrieren, ohne sie als krankhaft zu bewerten. Das bewusste Aushalten der Panikerfahrung, inklusive des schlussendlichen Abklingens der Symptome, hilft, das Vertrauen in den eigenen Körper zu erhöhen bzw. wiederzugewinnen. In jedem Fall sollte auf Vermeidungsstrategien verzichtet werden, dergestalt dass bestimmte Orte oder Situationen gemieden werden, die in der Vergangenheit mit Panikerfahrungen verbunden waren. Es gehört zur Selbsterkenntnis und Selbstdisziplin der verantwortungsfähigen Persönlichkeit, die Lebenssituationen zu akzeptieren, die nachweislich das eigene Leistungsvermögen übersteigen, um panische Ausfälle zu vermeiden. Der Umgang mit Gefahrensituationen ist jedoch grundsätzlich erlernbar und lernpflichtig.